# Essai au pénétromètre dynamique
 (mars 2014).
Si vous disposez d'ouvrages ou d'articles de référence ou si vous connaissez des sites web de qualité traitant du thème abordé ici, merci de compléter l'article en donnant les références utiles à sa vérifiabilité et en les liant à la section « Notes et références ».
L'essai au pénétromètre dynamique (DPT Dynamic Penetration Test) est un sondage géotechnique fournissant les caractéristiques d'un sol.
Ce test consiste à faire pénétrer dans le sol un échantillonneur standard (échantillonneur Raymond) sous les coups d'un marteau-pilon d’un poids de 63,5 kg et d’une hauteur de 76 cm [1]. Soit ce marteau, tombant en chute libre sur l'outil échantillonneur, trois mesures sont effectuées en comptant le nombre de coups nécessaire à chaque fois pour l'obtention d'une pénétration de l'outil de 15 cm.
La résistance à la pénétration du sol est définie comme la somme des coups de la deuxième et de la troisième pénétration.
Le test est effectué au fond d'un puits (éventuellement en modifiant le sol aussi peu que possible), creusé à la profondeur désirée.

## Avantages
Les avantages sont divers :
- s'étend sur un test standard, sans dépenses excessives ;
- s'effectue sur tout terrain, tout au plus, en changeant l'échantillonneur cylindrique creux avec une extrémité conique pour les matières grossières ;
- interprétation sûre du résultat ;
- nombreuses références (bibliographie).

## Inconvénients
L'essai comporte les inconvénients suivants : 
- le test est discontinu et ponctuel ;
- les résultats ne peuvent être liés qu’empiriquement avec les paramètres géotechniques, car il simule le comportement du sol sous une charge statique ;
- les résultats peuvent être fortement influencés par le type d'équipement et les modalités d'exécution.